# Waremme Volley
Maillots
Le VBC Waremme est un club de volley-ball belge évoluant au plus haut niveau national que représente la Ligue A.
En termes de résultats, ce club est le plus important cercle sportif de la ville de Waremme.

## Histoire
La naissance du VBC Waremme remonte à l'année 1999. C'est en effet à ce moment que les clubs du Schbing Waremme (créé par Vincent Perin et Marc Bailly) et Muronday's Oreye (créé par Luc Larmuseau et Michel Culot) décidèrent de fusionner pour créer le club actuel.
L'ambition était de regrouper les forces de chacun afin de constituer un seul grand club en région waremienne. Pour sa première saison, le VBC Waremme débuta en 1re division provinciale liégeoise et au fil des années, de montées en maintiens, le club parvint à la toute première division nationale, la Ligue A:
- 1999-2000: 2e en 1re Provinciale Liégoise et montée en 3e Division Nationale.
- 2003-2004: Champion en 3e Division Nationale et montée en 2e Division Nationale.
- 2004-2005: Champion en 2e Division Nationale et montée en 1re Division Nationale.
- 2009-2010: 2e en 1re Division Nationale et montée en Ligue A et non en Ligue B à la suite de la restructuration des championnats.
- 2018-2019: meilleur classement de son histoire en Liga, avec une 6ème place

En août 2021, le VBC Waremme évolue et devient le WAREMME VOLLEY.

## Palmarès
- Coupe Provinciale Liégeoise (4)
  - Vainqueur :  2004, 2005, 2006, 2007, 2019
- Champion de Belgique en jeunes
  - mai 2017 avec les U15 garçons (coach: Luc Mercier)
  - mai 2019 avec les U11 garçons (coach: Etienne Dantinne)
  - mai 2022 avec les U19 garçons (coach: Pierre Honnay)

## Joueurs emblématiques
- Thierry Courtois  (2003 à 2006) : Ce dernier, ancien joueur de Ligue A, évolua trois ans au VBC Waremme. S'il en est un joueur emblématique, c'est parce que c'est lors de celles-ci que le club connaîtra un essor fulgurant. En effet, une fois arrivé, l'équipe monta deux fois successivement sans perdre le moindre match (44 victoires d'affilée en championnat) et se stabilisa lors de sa dernière saison au club qui fut aussi la dernière de sa carrière de joueur de haut niveau.
- Philippe Barca-Cysique (2016-2018) :  Sans conteste , le joueur avec la plus grande expérience qui aura jamais joué au VBC Waremme. Cet ex-international français, 103 sélections avec son pays ( !), a évolué dans les clubs d’Anières, AS Cannes, Nice, Tourcoing, au Galatasaray, ainsi qu’en Iran et au Qatar ! Pendant 2 saisons, il a marqué le club par son professionnalisme et sa bonne humeur. Il fut ensuite entraîneur pendant 1 saison, réalisant au passage le meilleur résultat de l'histoire du club.

## Entraineurs successifs de l'équipe première
Ci-dessous est présentée la liste des entraineurs qui se sont succédé à la tête du VBC Waremme depuis sa création.
| Entraineurs            | Nat. | Arrivée | Départ  | Durée mandat    | Résultats |
| ---------------------- | ---- | ------- | ------- | --------------- | --- |
| René Roman             |      | 08/1999 | 06/2001 | 1 an et 10 mois | 1999-2000: 2e en 1re Provinciale liégeoise (D6) et montée en 3e Division nationale (D5). 2000-2001: 3e en 3e Division nationale (D5). |
| Renaud Heine           |      | 06/2001 | 03/2003 | 1 an et 9 mois  | 2001-2002: 5e en 3e Division nationale (D5). |
| Serge Voisin           |      | 03/2003 | 06/2003 | 3 mois          | 2002-2003: 9e en 3e Division nationale (D5) en reprenant l'équipe mal en point et la sauvant de justesse. |
| Thierry Courtois       |      | 06/2003 | 06/2004 | 1 an            | 2003-2004: Champion invaincu en 3e Division nationale (D5) et Vainqueur de la Coupe Provinciale. |
| Erik Verstraeten       |      | 06/2004 | 06/2006 | 2 ans           | 2004-2005: Champion invaincu en 2e Division nationale (D4) et Vainqueur de la Coupe Provinciale. 2005-2006: 3e en 1ère Division Nationale (D3) et Vainqueur de la Coupe Provinciale. |
| Richard Frères         |      | 06/2006 | 10/2006 | 4 mois          | Limogé après un très mauvais départ lors de la saison 2006-2007. |
| Thierry Courtois (II)  |      | 10/2006 | 11/2006 | 1 mois          | Très court intérim, le temps de trouver Luc Gijbels. |
| Luc Gijbels            |      | 11/2006 | 10/2008 | 1 an et 11 mois | 2006-2007: 6e en 1ère Division nationale (D3) et Vainqueur de la Coupe Provinciale. 2007-2008: 3e en 1ère Division nationale (D3). |
| Koen Baeyens           |      | 10/2008 | 06/2010 | 1 an et 8 mois  | 2008-2009: 3e en 1ère Division nationale (D3). 2009-2010: 2e en 1ère Division nationale (D3) et montée en Ligue A (D1) à la suite de la restructuration des séries. |
| Frédérik Delanghe      |      | 06/2010 | 12/2011 | 1 an et 6 mois  | 2010-2011: 10e en Ligue A (D1) et maintien de l'équipe à la suite du désistement du VC Schelde-Natie Kapellen. |
| Pierre Honnay          |      | 12/2011 | 02/2012 | 2 mois          | Court intérim le temps de trouver Pascal Libon. |
| Pascal Libon           |      | 02/2012 | 04/2014 | 2 ans et 2 mois | 2011-2012: 10e en Ligue A (D1) et maintien de l'équipe à la suite du désistement de PNV Waasland Kruibeke. 2012-2013: 9e en Ligue A (D1). 2013-2014: 8e en Ligue A (D1). |
| Petr Klar              |      | 05/2014 | 03/2015 | 10 mois         | Réalise une grosse partie de la saison 2014-2015 et est démis de ses fonctions à quelques matchs de la fin. |
| Pierre Honnay (II)     |      | 03/2015 | 04/2017 | 2 ans           | Intérim prévu en fin de saison 2014-2015 en attendant le nouvel entraîneur pour la prochaine. 2014-2015: 10e en Ligue A (D1) et maintien de l'équipe car il était prévu qu'aucune équipe ne descende. 2015-2016: 10e en Ligue A (D1) et maintien de l'équipe car il était prévu qu'aucune équipe ne descende. 2016-2017: 8e en Ligue A (D1). |
| Dimitri Piraux         |      | 05/2017 | 04/2018 | 1 an            | 2017-2018: 8e en Ligue A (D1). |
| Philippe Barca-Cysique |      | 05/2018 | 04/2019 | 1 an            | 2018-2019: 6e en Ligue A (D1). |
| Alexandre Koulberg     |      | 05/2019 | 04/2022 |                 | |
| Frédéric Servotte      |      | 04/2022 |         |                 | Interim en 04/2022 en remplacement de Sacha Koulberg 2022-2023: Headcoach |

Pascal Libon et Pierre Honnay, avec 2 ans et 2 mois de présence, sont donc les entraîneurs présentant la plus grande longévité à la tête du VBC Waremme. Philippe Barca-Cysique est quant à lui à ce jour l'entraîneur qui aura amené le meilleur classement de l'histoire du club à savoir une 6e place en Ligue A.

## Présidences successives du VBC Waremme
Ci-dessous est reproduite la liste des différents présidents ayant été à la tête du club depuis sa création.
| Présidents    | Nat. | Arrivée    | Départ     | Durée mandat    |
| ------------- | ---- | ---------- | ---------- | --------------- |
| Michel Culot  |      | Août 1999  | Avril 2003 | 3 ans et 8 mois |
| Vincent Perin |      | Avril 2003 |            |                 |